# Martin Benson
Martin Benson (Londres, 10 de agosto de 1918 – Markyate, 28 de fevereiro de 2010) foi um ator inglês.